# Veelkleurige bosklauwier
De veelkleurige bosklauwier (Chlorophoneus multicolor; synoniem: Telophorus multicolor) is een zangvogel uit de familie Malaconotidae (bosklauwieren).

## Verspreiding en leefgebied
Deze soort komt voor in westelijk en centraal Afrika en telt drie ondersoorten:
- C. m. multicolor: van Sierra Leone tot Kameroen.
- C. m. batesi: van zuidelijk Kameroen tot westelijk Oeganda en noordwestelijk Angola.
- C. m. graueri: oostelijk Congo-Kinshasa, zuidwestelijk Oeganda en westelijk Rwanda.

## Status
De grootte van de populatie is niet gekwantificeerd maar de soort wordt omschreven als plaatselijk algemeen. Op de Rode lijst van de IUCN heeft deze soort de status niet bedreigd.